# 路易斯·利比
小欧文·路易斯·「滑板車」·利比（Irve Lewis "Scooter" Libby, Jr.，1950年8月22日—）是美国副总统迪克·切尼办公室主任及副总统国家安全事务顾问，也是美国总统乔治·沃克·布什的助手。

## 生平
2005年10月28日，大陪审团裁定對五项重罪准予起訴，包括两项做伪证和虚假陈述一项阻碍司法罪。涉及一名白宫官员是否违法于2003年泄露了中央情报局特工瓦莱丽·普莱姆（Valerie Plame）女士的身份。利比于当天辞职。
2007年3月6日，陪审团作出裁决，利比4项罪名成立，包括1项妨碍司法公正、1项作不实陈述和两项作伪证。6月5日，利比被判处30个月监禁，罚款25万美元，在刑期结束后被察看（緩刑）两年。7月2日，美国总统布什发表声明，免除对其入狱服刑30个月的惩罚，其它判决包括緩刑维持不变。
2018年4月13日，美國總統川普對利比發出全面特赦令。